# Wilhelm Urban (Politiker)
Wilhelm Urban (* 28. August 1908 in Brunebeck; † 8. Februar 1973 in Berlin) war ein deutscher Politiker (SPD).

## Leben und Beruf
Nach dem Besuch der Volksschule und der Mittleren Reife ging Urban zunächst auf die Handelsschule und besuchte anschließend die bei Gera gelegene Heimvolksschule Schloss Tinz. Danach arbeitete er jeweils als Glasbläser, Heimerzieher und technischer Kaufmann. 1922 hatte er sich zudem der Gewerkschaft angeschlossen.
Nach der „Machtübernahme“ der Nationalsozialisten wurde Urban 1933 aus politischen Gründen als Heimerzieher gemaßregelt. Daraufhin schloss er sich der Widerstandsbewegung an, in der er bis zum Kriegsende tätig war. 1938 wurde er verhaftet und im Anschluss vom I. Senat des Volksgerichtshofes zu zwei Jahren Gefängnis verurteilt. Nach seiner Entlassung wurde er dem Bewährungsbataillon zugewiesen.

## Partei
Urban schloss sich 1923 der Sozialistischen Arbeiter-Jugend (SAJ) an und trat 1926 in die SPD ein. Von 1945 bis 1949 war er Vorsitzender des SPD-Kreisverbandes des Bezirks Lichtenberg. Außerdem war er Mitglied im Landesvorstand der Berliner Sozialdemokraten.

## Abgeordneter
Urban war von 1946 bis 1950 Mitglied des Berliner Abgeordnetenhauses (damals: Stadtverordnetenversammlung). Dem Deutschen Bundestag gehörte er als Berliner Abgeordneter von 1961 bis 1969 an.

## Öffentliche Ämter
Urban amtierte nach dem Kriegsende als Stadtrat für Volksbildung im Bezirk Lichtenberg. Nach der Teilung Berlins übernahm er die gleiche Funktion im Bezirk Kreuzberg.